# Eyehategod (album)
Eyehategod è il quinto ed eponimo album in studio del gruppo sludge metal statunitense Eyehategod, pubblicato nel 2014.

## Tracce
1. Agitation! Propaganda! – 2:23
2. Trying to Crack the Hard Dollar – 3:02
3. Parish Motel Sickness – 3:41
4. Quitter's Offensive – 3:45
5. Nobody Told Me – 3:39
6. Worthless Rescue – 3:57
7. Framed to the Wall – 3:27
8. Robitussin and Rejection – 3:38
9. Flags and Cities Bound – 7:10
10. Medicine Noose – 3:22
11. The Age of Bootcamp – 5:10

## Formazione
- Mike Williams - voce
- Brian Patton - chitarra
- Jimmy Bower - chitarra
- Gary Mader - basso
- Joe LaCaze - batteria